# 阳泉站
阳泉站位于中华人民共和国山西省阳泉市城区，是石太铁路的一个车站，距太原站119公里，距石家庄站112公里，隶属北京局集团管辖，现为一等站。自2024年10月28日石家庄北站停运改造后，本站唯一的客运列车K5275/5276次列车停运，使得阳泉站暂时无客运列车运行。

## 历史
- 1906年：阳泉站建成启用。
- 2024年10月28日，途经本站的旅客列车停运，阳泉站无客运业务办理。

## 旅客列车目的地
目前本站开行一趟始发终到列车，为K5275/5276次，运行区间为阳泉-石家庄北，自2024年10月28日起，石家庄北站停运改造，本车停运。

## 使用情况
2009年4月1日石太客运专线正式通车后，阳泉站仅办理少部分通勤车的铁路客运业务。阳泉人民对于新修在五十公里外（盂县）的所谓阳泉北站怨气颇深，阳泉市政府也没能很好的解决这一极大的引起民愤的问题。